# Mistrzostwa Oceanii w Lekkoatletyce 1994
2. Mistrzostwa Oceanii w Lekkoatletyce – zawody lekkoatletyczne, które odbyły się w Auckland między 22 a 26 lutego 1994 roku. W imprezie wystartowali zawodnicy z państw skupionych w Oceania Athletics Association. 

## Rezultaty
| WR - rekord świata \| CR - rekord mistrzostw \| NR - rekord kraju \| AR - rekord kontynentu                    |
| SB - najlepszy wynik w sezonie \| WL - najlepszy tegoroczny wynik na listach światowych \| PB - rekord życiowy |
| NJR - rekord kraju w kategorii juniorów \| NUR – rekord kraju w kategorii młodzieżowców                        |

### Mężczyźni
| Konkurencja:                  | Złoto                                                        | Wynik    | Srebro                                             | Wynik    | Brąz                                             | Wynik    |
| Bieg na 100 m                 | Jone Delai                                                   | 10,63    | Chris Wilkinson                                    | 10,82    | Ross Fitzpatrick                                 | 10,83    |
| Bieg na 200 m                 | Jone Delai                                                   | 21,55    | Solomone Bole                                      | 21,94    | James Noblet                                     | 21,97    |
| Bieg na 400 m                 | Mark Wilson                                                  | 47,35    | Dean Sheddan                                       | 48,22    | Rhoderick Grivas                                 | 48,62    |
| Bieg na 800 m                 | Mark Tonks                                                   | 1:50,38  | Mark Turner                                        | 1:51,30  | Rhoderick Grivas                                 | 1:52,15  |
| Bieg na 1500 m                | John Henwood                                                 | 3:51,71  | Stephen Blair                                      | 3:52,08  | Daniel Hill                                      | 3:52,35  |
| Bieg na 5000 m                | Jason Cameron                                                | 14:44,62 | Thor Anderson                                      | 16:07,78 | Morris Manai                                     | 16:07,84 |
| Bieg na 10 000 m              | Paul McRae                                                   | 31:11,96 | Parshottam Lal                                     | 33:26,81 | Ashok Kumar                                      | 33:43,65 |
| Maraton                       | Robert Holland                                               | 2:33:16  | Mervyn Shields                                     | 2:39:29  | Ian Moore                                        | 2:41:11  |
| Bieg na 110 m przez płotki    | Nick Bolton                                                  | 14,67 w  | Robert Tupuhoé                                     | 14,95 w  | Sekona Vi                                        | 15,15 w  |
| Bieg na 400 m przez płotki    | Nick Bolton                                                  | 53,01    | Sekona Vi                                          | 53,51    | Autiko Daunakamakama                             | 53,79    |
| Bieg na 3000 m z przeszkodami | Hamish Christensen                                           | 8:54,74  | Matthew Holder                                     | 9:08,55  | Davendra Singh                                   | 9:21,64  |
| Sztafeta 4 × 100 m            | Nowa Zelandia · ? · ? · Ross Fitzpatrick · Chris Wilkinson   | 41,57    | Australia · ? · ? · James Noblet · ?               | 41,98    | Tonga · ? · ? · Tevita Fauonuka · Tolutaʻu Koula | 42,43    |
| Sztafeta 4 × 400 m            | Fidżi · ? · Autiko Daunakamakama · Calvin Yee · Henry Semeti | 3:12,40  | Nowa Zelandia · ? · ? · Dean Sheddan · Mark Wilson | 3:13,11  | Australia · ? · ? · ? · Rhoderick Grivas         | 3:18,73  |
| Chód na 20 km                 | Shane Brown                                                  | 1:43:55  | Mark Nipperess                                     | 1:51:56  | Dip Chand                                        | 1:57:42  |
| Skok wzwyż                    | Michael Sharapoff                                            | 2,05     | Arvindra Maharaj                                   | 1,99     | Jean-Luc Mu Kwai Chuan                           | 1,93     |
| Skok o tyczce                 | Thibaut Cattiau                                              | 4,55     | Jean-Luc Mu Kwai Chuan                             | 4,45     | Lee Brown                                        | 4,45     |
| Skok w dal                    | Aaron Langdon                                                | 7,62 w   | Julian Manderson                                   | 7,43 w   | Apolosi Foliaki                                  | 7,01 w   |
| Trójskok                      | Apolosi Foliaki                                              | 14,95    | Steve Druminy                                      | 14,84    | Driss Doukari                                    | 14,38 w  |
| Pchnięcie kulą                | Patrick Hellier                                              | 16,10    | Matt Gadsby                                        | 15,59    | Kevin Galea                                      | 15,40    |
| Rzut dyskiem                  | Gordon Barff                                                 | 48,54    | Patrick Hellier                                    | 48,54    | Ian Boller                                       | 47,46    |
| Rzut młotem                   | Patrick Hellier                                              | 63,16    | Yannick Fakaté                                     | 52,50    | Brentt Jones                                     | 51,34    |
| Rzut oszczepem                | Steven Madeo                                                 | 67,84    | Jioji Nadavo                                       | 65,40    | André Hmalako                                    | 58,82    |

### Kobiety
| Konkurencja:               | Złoto                                                              | Wynik    | Srebro                                | Wynik    | Brąz                      | Wynik   |
| Bieg na 100 m              | Vaciseva Tavaga                                                    | 12,17 =  | Lauretta Graham                       | 12,57    | Vani Senokonoko           | 12,77   |
| Bieg na 200 m              | Vaciseva Tavaga                                                    | 24,37 w  | Suzanne Coleman                       | 24,89 w  | Tara Smith                | 25,26 w |
| Bieg na 400 m              | Mary-Estelle Kapalu                                                | 55,72    | Sheryn Brodie                         | 57,08    | Seini Soroacagi           | 57,48   |
| Bieg na 800 m              | Andrea Williams                                                    | 2:14,13  | Nuree White                           | 2:16,10  | Karolina Tanono           | 2:17,65 |
| Bieg na 1500 m             | Sharon McKenzie                                                    | 4:39,64  | Vanessa Nikora                        | 4:51,44  | Salome Tabuatalei         | 4:58,89 |
| Bieg na 5000 m             | Nicola McDonald                                                    | 18:03,37 | Salome Tabuatalei                     | 18:42,83 | –                         | –       |
| Półmaraton                 | Irene Wilson                                                       | 1:25:38  | Cathy Gabel                           | 1:29:38  | Alison McVie              | 1:37:33 |
| Bieg na 100 m przez płotki | Janiene Ashbridge                                                  | 14,06 w  | Lillyanne Beining                     | 14,13 w  | Elizabeth Binns           | 14,76 w |
| Bieg na 400 m przez płotki | Mary-Estelle Kapalu                                                | 1:01,70  | Megan Merrilees                       | 1:01,84  | Megan Minehane            | 1:03,73 |
| Sztafeta 4 × 100 m         | Fidżi · ? · Sereseini Likuwaqa · Vani Senokonoko · Vaciseva Tavaga | 47,10    | Australia · ? · ? · Sheryn Brodie · ? | 48,62    | –                         | –       |
| Sztafeta 4 × 400 m         | Nowa Zelandia · ? · ? · ? · Nuree White                            | 3:54,14  | Fidżi · ? · ? · Vaciseva Tavaga · ?   | 3:58,03  | Australia · ? · ? · ? · ? | 3:58,34 |
| Chód na 10 km              | Monique Greenoff-Gaffney                                           | 57:09    | Cherie Nelson                         | 58:53    | –                         | –       |
| Skok wzwyż                 | Carmen Hunter                                                      | 1,77 =   | Belinda Lavarack                      | 1,74     | Shelley Stoddart          | 1,74    |
| Skok w dal                 | Frith Maunder                                                      | 6,10     | Shelly Stoddart                       | 5,81 w   | Katie Ackerman            | 5,69 w  |
| Trójskok                   | Shelly Stoddart                                                    | 12,50    | Megan Minehane                        | 11,71    | Salanieta Tamani          | 11,70   |
| Pchnięcie kulą             | Elizabeth Binns                                                    | 13,70    | Teresa Came                           | 12,80    | Marie-Chanelle Sako       | 12,66   |
| Rzut dyskiem               | Geraldine Isaacs                                                   | 40,02    | Mague Taofifenua                      | 37,84    | Romera Tabuavuni          | 31,58   |
| Rzut młotem                | Teresa Came                                                        | 50,52    | Miranda Winter                        | 41,10    | Linda Polelei             | 29,82   |
| Rzut oszczepem             | Melissa Brearley                                                   | 48,34    | Bina Ramesh                           | 47,90    | Linda Polelei             | 44,50   |

## Tabela medalowa
| Poz. | Państwo             |    |    |    | Razem |
| ---- | ------------------- | -- | -- | -- | ----- |
| 1.   | Nowa Zelandia       | 27 | 17 | 4  | 48    |
| 2.   | Fidżi               | 6  | 6  | 10 | 22    |
| 3.   | Australia           | 3  | 9  | 14 | 26    |
| 4.   | Polinezja Francuska | 3  | 2  | 2  | 7     |
| 5.   | Vanuatu             | 2  | 1  | 0  | 3     |
| 6.   | Nowa Kaledonia      | 0  | 4  | 4  | 8     |
| 7.   | Tonga               | 0  | 1  | 2  | 3     |
| 8.   | Papua-Nowa Gwinea   | 0  | 1  | 1  | 2     |
| 9.   | Norfolk             | 0  | 0  | 1  | 1     |
|      | Suma                | 41 | 41 | 38 | 120   |